# Klara Mirska

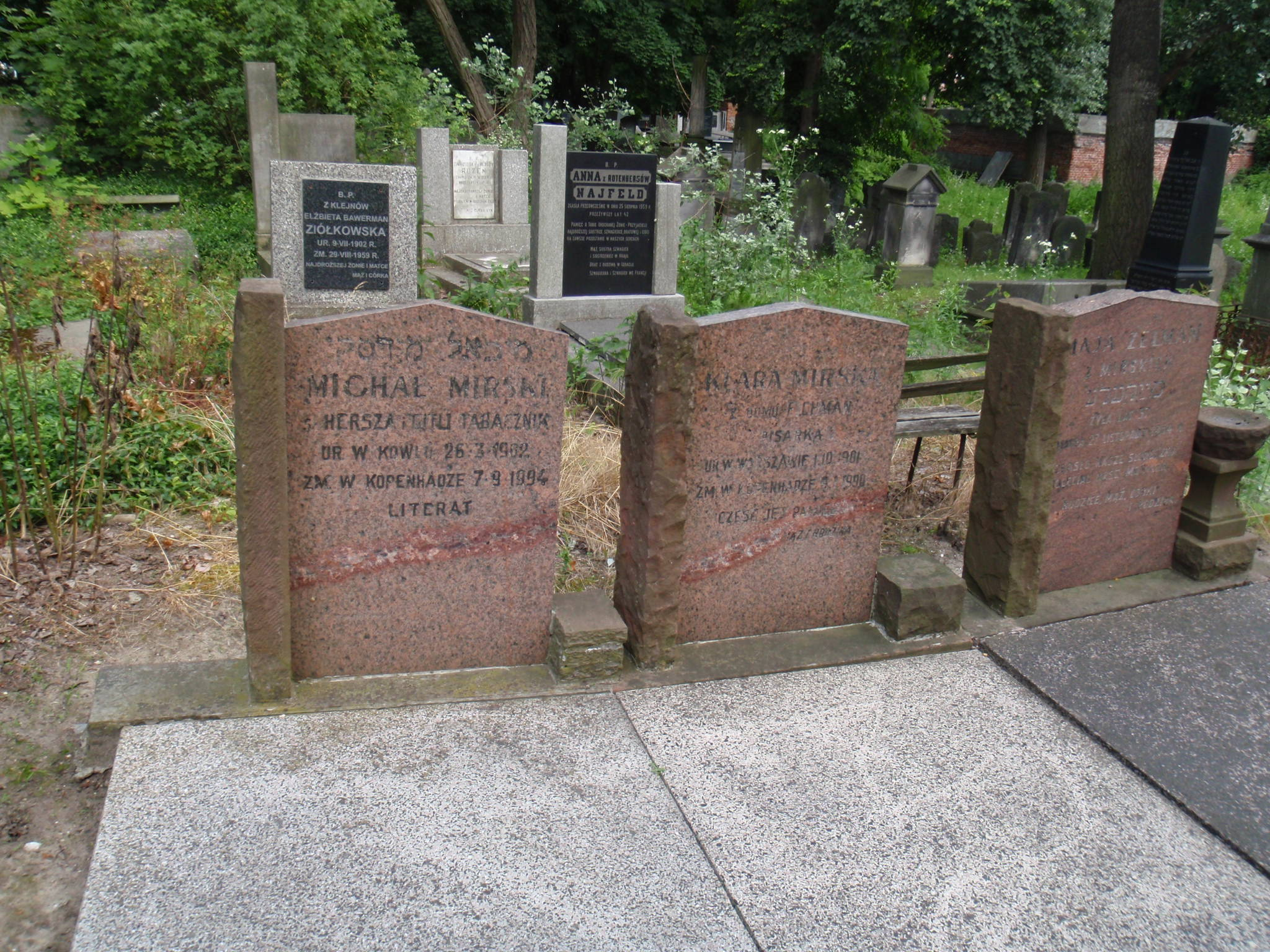
Grób Klary i Michała Mirskich na cmentarzu żydowskim w Warszawie

Klara Mirska z domu Fichman (jid. ‏קלאַרע מירסקאַ‎, ur. 1 października 1901 w Warszawie, zm. 9 stycznia 1990 w Kopenhadze) – polska pisarka żydowskiego pochodzenia.

## Życiorys
Urodziła się w Warszawie, w zamożnej rodzinie żydowskiej - potem zbankrutowanej ojciec z Besarabii, matka popełniła samobójstwo 1907 roku.
Okres II wojny światowej spędziła w Związku Radzieckim, skąd wróciła jako repatriantka w 1945.
W latach 1945–1949 była zatrudniona w charakterze referentki i pracowniczki naukowej najpierw w Centralnej Żydowskiej Komisji Historycznej, a po jej przekształceniu w 1947 roku w Żydowski Instytut Historyczny, w jego łódzkim oddziale.
W 1968 roku po antysemickiej nagonce, będącej następstwem wydarzeń marcowych wyemigrowała do Danii i osiadła w Kopenhadze, gdzie zmarła. Została pochowana obok męża Michała (1902–1994) i córki Mai Zelman (1927–1964) na cmentarzu żydowskim przy ulicy Okopowej w Warszawie (kwatera 8).

## Publikacje
- W cieniu wiecznego strachu (Wspomnienia), Paryż 1980.